# Condecoración al Mérito Militar (Austria)
La Condecoración al Mérito Militar de Austria (en alemán Militärverdienstzeichen) fue establecida el 13 de noviembre de 1989 para honrar a los militares austríacos.
La insignia consta en una estrella de pecho de plata dorada que se lleva del lado izquierdo. La cruz es de unos 60 milímetros de ancho y de alto, realizada en esmalte blanco con un borde rojo. En el centro tiene un medallón con una águila austríaca. La cruz no posee ninguna inscripción en el anverso, pero en el reverso se puede leer «Verdienst» (Mérito militar). En los brazos de la cruz tiene unas espadas cruzadas.